# Ab Gritter
	Albert Ab Jan Gritter (ur. 22 lipca 1949 w Beilen, zm. 16 października 2008 w Havelte) – holenderski piłkarz i trener, grający na pozycji napastnika.

## Kariera klubowa
Gritter w latach 1968–1972 był w kadrze holenderskiego klubu amatorskiego Asser CV. Jednym z jego największych sukcesów z tym klubem było wejście do finału Pucharu Amatorów w sezonie 1971/72, który przegrali z Black and White '28 Rotterdam. 
Dobre występy i wiele goli po raz pierwszy zwróciły uwagę profesjonalnych klubów na napastnika. Gritter podpisał kontrakt z FC Groningen w maju 1972 i zadebiutował w Eredivisie 13 sierpnia 1972 w meczu u siebie z PSV Eindhoven. Swój debiutancki sezon zakończył strzelając 12 bramek w 33 meczach. Był najlepszym strzelcem klubu. W kolejnym sezonie zaliczył z drużyną spadek do Eerste divisie. Tam Gritter był, z 20 bramkami na koncie, królem strzelców w sezonie 1974/75. Łącznie przez trzy sezony rozegrał w Groningen 103 mecze, w których strzelił 39 bramek.
Latem 1975 zakupiło do FC Twente. W Enschede Gritter spotkał Jaapa Bosa, który przybył z Groningen w rok wcześniej i pozostał w klubie jako lewy skrzydłowy przez siedem lat. W 1978 z piętnastoma i w 1979 z czternastoma trafieniami był najlepszym strzelcem swojej drużyny. W 1977 roku dotarł z drużyną do finału Pucharu KNVB. Twente pokonał PEC Zwolle 3:0 i zakwalifikował się do kolejnej edycji Pucharu Zdobywców Pucharów. Tam Enschede dotarło do półfinału, ale zostało wyeliminowane przez zwycięzców, tj. RSC Anderlecht. 
Łącznie z sześcioma bramkami w rozgrywkach, Gritter był najlepszym strzelcem zawodów wraz z Niemcem Ferdinandem Kellerem i Belgiem François Van Der Elstem. Kiedy Epi Drost opuścił klub w 1980, trener Twente Hennie Hollink mianował Grittera nowym kapitanem drużyny. Klub opuścił w 1982 po siedmiu latach. Dla Twente wystąpił w 218 spotkaniach, w których strzelił 55 bramek.
W 1982 jego były duński kolega z drużyny Michael Birkedahl i jego agent Ton van Dalen namówili go gry w duńskim klubie Kolding IF. W listopadzie 1983 Holender wrócił do ojczyzny i podpisał kontrakt z drugoligowym klubem Heracles Almelo. W 1985 klubowi udało się awansować do Eredivisie, gdzie Gritter grał przez rok przed przejściem na emeryturę.
| Sezon   | Klub            | Kraj     | Rozgrywki      | Mecze | Bramki |
| ------- | --------------- | -------- | -------------- | ----- | ------ |
| 1968/69 | Asser ACV       | Holandia | Eerste divisie |       |        |
| 1969/70 | Asser ACV       | Holandia | Eerste divisie |       |        |
| 1970/71 | Asser ACV       | Holandia | Eerste divisie |       |        |
| 1971/72 | Asser ACV       | Holandia | Eerste divisie |       |        |
| 1972/73 | FC Groningen    | Holandia | Eredivisie     | 33    | 12     |
| 1973/74 | FC Groningen    | Holandia | Eredivisie     | 34    | 5      |
| 1974/75 | FC Groningen    | Holandia | Eerste divisie | 36    | 20     |
| 1975/76 | FC Twente       | Holandia | Eredivisie     | 26    | 7      |
| 1976/77 | FC Twente       | Holandia | Eredivisie     | 31    | 10     |
| 1977/78 | FC Twente       | Holandia | Eredivisie     | 34    | 15     |
| 1978/79 | FC Twente       | Holandia | Eredivisie     | 33    | 14     |
| 1979/80 | FC Twente       | Holandia | Eredivisie     | 33    | 6      |
| 1980/81 | FC Twente       | Holandia | Eredivisie     | 32    | 1      |
| 1981/82 | FC Twente       | Holandia | Eredivisie     | 29    | 2      |
| 1982/83 | Kolding IF      | Dania    | 1. division    |       |        |
| 1983/84 | Kolding IF      | Dania    | 2. division    |       |        |
| 1983/84 | Heracles Almelo | Holandia | Eerste divisie |       |        |
| 1984/85 | Heracles Almelo | Holandia | Eerste divisie |       |        |
| 1985/86 | Heracles Almelo | Holandia | Eredivisie     |       |        |

## Kariera trenerska
Po zakończeniu kariery piłkarskiej Gritter pracował jako trener w Danii. Opiekował się zespołami z Hjørring i Aabenraa. Latem 1989 roku został zatrudniony przez SC Heerenveen, gdzie pracował pod okiem trenera Foppe de Haana. 
Po nieporozumieniach wkrótce opuścił klub, w międzyczasie został przez rok dyrektorem ds. młodzieży w szkockim klubie Dundee United. W 1992 Gritter podpisał kontrakt ze swoim starym klubem Heracles Almelo, w którym pracował do stycznia 1993. 

## Sukcesy
FC Groningen
- Król strzelców Eerste divisie (1): 1974/75 (20 bramek)

FC Twente
- Puchar Holandii (1): 1976/77
- Finał Pucharu Holandii (1): 1978/79
- Król strzelców Pucharu Zdobywców Pucharów (1): 1977/78 (8 bramek) (ex-aequo z Ferdinandem Kellerem i François Van der Elstem)

Heracles Almelo
- Mistrzostwo Eerste divisie (1): 1984/85